# Segismundo Moret Prendergast

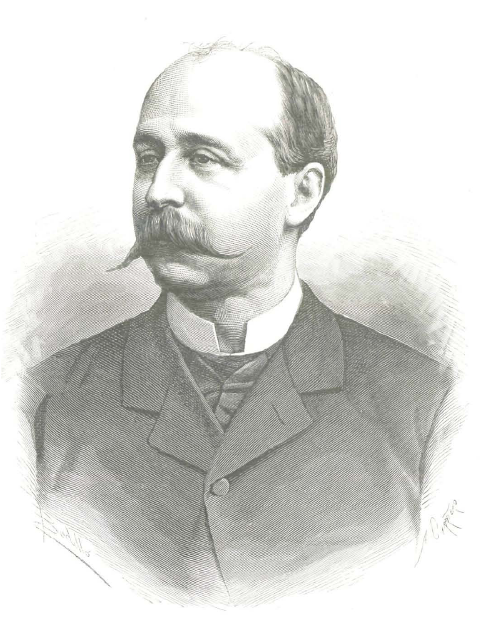
Segismundo Moret

Segismundo Moret y Prendergast (* 2. Juni 1833 in Cádiz; † 28. Januar 1913 in Madrid) war ein spanischer Politiker und Ministerpräsident Spaniens (Presidente del Gobierno).

## Leben

### Studium, berufliche Laufbahn und Abgeordneter
Nach dem Schulbesuch absolvierte er ein Studium der Rechtswissenschaften an der Zentraluniversität zu Madrid, an die er 1858 nach Beendigung des Studiums eine Berufung zum Professor für Politische Ökonomie und Finanzwirtschaft erhielt. 1867 war er Verfasser des Fachbuches "Estudios Financeros" (Finanzwissenschaftliche Studien).
Seine politische Laufbahn begann er 1863 mit der erstmaligen Wahl zum Abgeordneten des Parlaments (Congreso de los Diputados), in dem er jedoch zunächst nur für kurze Zeit die Interessen des Wahlkreises Almadén vertrat. Nach der erfolgreichen Revolution (La Gloriosa) von 1868, die zur Entmachtung von Königin Isabella II. führte, wurde er jedoch erneut zum Abgeordneten des Deputiertenkongresses gewählt, dem er bis zu seinem Tode fast 44 Jahre angehörte. Zugleich gehörte er zu den Autoren der Verfassung von 1869 (Constitución española de 1869).

### Minister
Am 3. März 1870 wurde er als Kolonialminister (Ministro de Ultramar) erstmals in eine Regierung berufen und gehörte als solcher dem Kabinett von Juan Prim bis zum 4. Januar 1871 ein. In diesem Amt führte er am 4. Juli 1870 das Gesetz zum Verbot der Sklaverei, die so genannte "Freiheit der Mütterleiber" (Ley de vientres libres) ein, das nach ihm auch Ley Moret genannt wurde. Zugleich wurde während seiner Amtszeit eine Verfassung für die Kolonie Puerto Rico erlassen, die unter anderem auch die Umsetzung des Ley Moret auf Puerto Rico, aber auch auf Kuba ermöglichte. Außerdem wurde während seiner Amtszeit Vom 2. Dezember 1870 bis zum 4. Januar 1871 war er zugleich für etwas mehr als einen Monat auch Schatzminister (Ministro de Hacienda).
Anschließend erfolgte seine Ernennung zum Botschafter in London, wo er jedoch nur von 1872 bis 1873 tätig war. Nach seiner Rückkehr nach Spanien nach der Wiedereinführung der Monarchie (Restauración borbónica) war er 1875 Gründer der Demokratisch-Monarchistischen Partei (Partido Democrático-monárquico), die sich 1882 mit anderen Parteien zur Dynastischen Linken (Izquierda Dinástica) zusammenschloss.
Ministerpräsident José de Posada Herrera berief ihn am 13. Oktober 1883 zum Innenminister (Ministro de Gobernación) in sein Kabinett, dem er bis zum 18. Januar 1884 angehörte. Unmittelbar nachdem er 1885 der Liberalen Partei (Partido Liberal) beitrat, wurde er am 27. Dezember 1885 von deren Parteivorsitzenden Práxedes Mateo Sagasta in dessen Regierung zum Außenminister (Ministro de Estado) ernannt. Dieses Amt behielt er bis zur Regierungsumbildung am 12. Juni 1888, als er wiederum zum Innenminister ernannt wurde. Sagasta entließ ihn jedoch bereits wenige Monate darauf im Rahmen der Kabinettsumbildung am 30. November 1888.
Am 11. Dezember 1892 berief ihn Sagasta jedoch wieder in sein fünftes Kabinett, dem er bis zum 12. März 1894 als Entwicklungsminister (Ministro de Fomento) angehörte. Zugleich war er 5. April 1893 bis zum 5. November 1894 für einige Zeit auch wieder amtierender Außenminister.
Sagasta berief ihn am 4. Januar 1897 auch in sein sechstes Kabinett. Als Kolonialminister ordnete er durch ein Dekret die Autonomie der Kolonien Kuba und Puerto Rico an, um die Unabhängigkeitsbestrebungen der beiden Länder zu verhindern, was jedoch letztlich wegen des aufkommenden Spanisch-Amerikanischen Krieges misslang. Nach der Niederlage Spaniens gegen die USA wurde er 1898 auch von Sagasta entlassen.
Am 6. März 1901 ernannte ihn Sagasta jedoch wiederum zum Innenminister, entließ ihn erneut nach einiger Zeit und berief ihn schließlich wiederum in dieses Amt nach der Regierungsumbildung vom 19. März 1902. Moret Prendergast führte in seiner bis zum 6. Dezember 1902 dauernden Amtszeit unter anderem die Gründung des Instituts für Soziale Reformen (Instituto de Reformas Sociales) durch, aus dem später das Arbeitsministerium (Ministerio de Trabajo) hervorging.
Nach dem Tode von Sagasta am 5. Januar 1903 unterlag er im parteiinternen Machtkampf um dessen Nachfolge als Vorsitzender der Partido Liberal jedoch José Canalejas Méndez.

### Mehrfacher Ministerpräsident unter König Alfons XIII.
Nach dem Rücktritt von Ministerpräsident Eugenio Montero Ríos wegen der Affäre um das satirische Wochenmagazin "¡Cu-Cut!" wurde er von König Alfons XIII. am 1. Dezember 1905 dessen Nachfolger als Ministerpräsident Spaniens (Presidente del Gobierno). Während seiner bis zum 6. Juli 1906 andauernden Amtszeit wurde das Rechtsprechungsgesetz (Ley de Jurisdicciones) verabschiedet, das die Machtstellung der Armee innerhalb des Staates ausweitete. Nach einer Abstimmungsniederlage in der Cortes Generales musste er zurücktreten und das Amt des Ministerpräsidenten an José López Domínguez übergeben.
Nach dessen Rücktritt war er für fünf Tage vom 30. November bis zum 4. Dezember 1906 wieder Ministerpräsident einer Übergangsregierung.
Als Ministerpräsident Antonio Maura Montaner wegen der blutigen Niederschlagung der Aufstände während der Tragischen Woche (Semana trágica) am 21. Oktober 1909 zurücktreten musste, wurde er als dessen Nachfolger wieder Ministerpräsident. Allerdings musste er bereits am 9. Februar 1910 wieder zurücktreten, nachdem er keine Mehrheit für die Auflösung des Parlaments zur Festigung seiner Macht erhielt. Nachfolger wurde sein parteiinterner Rivale Canalejas.
Nach der Ermordung von Canalejas am 12. November 1912 wurde er als dessen Nachfolger schließlich doch noch selbst Vorsitzender der Partido Liberal. Die Parlamentsmehrheit der Partido Liberal um Ministerpräsident Álvaro Figueroa Torres führte kurz darauf auch zu seiner Wahl zum Präsidenten des Deputiertenkongresses (Congreso de los Diputardos), ein Amt, das er bis zu seinem Tod zweieinhalb Monate später ausübte.

### Ehrenämter
Wie viele Politiker seiner Zeit nahm Moret Prendergast neben seiner politischen Tätigkeit auch mehrere Ehrenämter war.
Aufgrund seiner Anerkennung als Handels- und Finanzrechtler war er Mitglied der Revisionskommission zur Überarbeitung des Handelsrechts (Código de Comercio) und Vizepräsident des Konsultativen Währungsrates (Junta Consultativa de la Moneda). Daneben war er auch noch Berater des Obersten Rates für Landwirtschaft, Industrie und Handel sowie Ehrenpräsident der Handelskammer zu Madrid.
Von 1884 bis 1886, 1894 bis 1898 sowie schließlich von 1899 bis zu seinem Tode war er Präsident des Ateneo de Madrid. Des Weiteren wurde er am 25. November 1885 zum Mitglied der Real Academia de Ciencias Morales y Políticas, wo er bis zu seinem Tode den Sessel (Sillón) 25 einnahm. Schließlich erfolgte 1894 seine Berufung zum Mitglied der Königlich Spanischen Akademie (Real Academia Española), deren Sessel H er bis zu seinem Tode er belegte.
Darüber hinaus wurde er mit dem Großkreuz des Ordens von Karl III. (Orden de Carlos III) ausgezeichnet.